# Giro d'Italia 1984
67. ročník cyklistického závodu Giro d'Italia se konal mezi 17. květnem a 10. červnem 1984. Vítězem se stal Ital Francesco Moser, jenž porazil vítěze Tour de France 1983 Laurenta Fignona a krajana Morena Argentina.
Švýcar Urs Freuler (Atala–Campagnolo) vyhrál bodovací soutěž, Laurent Fignon vyhrál soutěž vrchařů a Charly Mottet vyhrál soutěž mladých jezdců. Nejlepším týmem se stal tým Renault–Elf a bodovací soutěž týmů vyhrál tým Metauro Mobili–Campagnolo.

## Týmy
Celkem 19 týmů se zúčastnilo Gira d'Italia 1984. Každý tým poslal na Giro 9 jezdců, celkem se tedy na start postavilo 171 jezdců. Na start se postavili jezdci z 18 zemí. Týmová prezentace se konala 16. května na Piazza San Marco v Lucce. Týmová manažerka týmu Gianna–Motta–Linea Robin Morton byla první ženskou týmovou manažerkou na Giru d'Italia. Do cíle ve Veroně dojelo 143 jezdců.
Týmy, které se zúčastnily závodu, byly:
- Alfa Lum–Olmo
- Ariostea
- Atala–Campagnolo
- Bianchi–Piaggio
- Carrera–Inoxpran
- Cilo–Aufina
- Del Tongo–Colnago
- Dromedario–Alan
- Fanini–Wührer
- Gianna–Motta–Linea
- Gis Gelati–Tuc Lu
- Malvor–Bottecchia
- Metauro Mobili–Pinarello
- Murella–Rossin
- Renault–Elf
- Sammontana–Campagnolo
- Santini–Conti–Galli
- Supermercati Brianzoli
- Zor–Gemeaz–Cusin

## Trasa a etapy
Trasa Giro d'Italia 1984 byla odhalena veřejnosti hlavním organizátorem Vincenzem Torrianim 18. února 1984. Trasa dlouhá 3803 km zahrnovala 4 časovky (tři individuální a jednu týmovou) a 11 etap s hodnocenými stoupáními, na nichž bylo možné získat body do vrchařské soutěže. Pět z těchto 11 etap mělo vrcholový finiš: 3. etapa do Madonna di San Luca, 5. etapa do Blockhausu, 16. etapa do Bardonecchie, 19. etapa do Selva di Val Gardena a 20. etapa do Arabby. Organizátoři se rozhodli zahrnout 2 dny odpočinku. Ve srovnání s předchozím ročníkem byl závod o 114 km kratší a zahrnoval stejné množství časovek i dnů odpočinku. Zároveň také zahrnoval stejné množství etap.
| Etapa | Datum         | Trasa                           | Vzdálenost          | Typ                 | Typ                  | Vítěz                   |                     |
| ----- | ------------- | ------------------------------- | ------------------- | ------------------- | -------------------- | ----------------------- | ------------------- |
| P     | 17. května    | Lucca                           | 5 km (3 mi)         |                     | Individuální časovka | Francesco Moser (ITA)   |                     |
| 1     | 18. května    | Lucca - Marina di Pietrasanta   | 55 km (34 mi)       |                     | Týmová časovka       | Renault-Elf             |                     |
| 2     | 19. května    | Marina di Pietrasanta - Firenze | 127 km (79 mi)      |                     | Rovinatá etapa       | Urs Freuler (SUI)       |                     |
| 3     | 20. května    | Bologna - Madonna di San Luca   | 110 km (68 mi)      |                     | Horská etapa         | Moreno Argentin (ITA)   |                     |
| 4     | 21. května    | Bologna - Numana                | 238 km (148 mi)     |                     | Rovinatá etapa       | Stefan Mutter (SUI)     |                     |
| 5     | 22. května    | Numana - Blockhaus              | 194 km (121 mi)     |                     | Horská etapa         | Moreno Argentin (ITA)   |                     |
| 6     | 23. května    | Chieti - Foggia                 | 193 km (120 mi)     |                     | Rovinatá etapa       | Francesco Moser (ITA)   |                     |
| 7     | 24. května    | Foggia - Marconia di Pisticci   | 226 km (140 mi)     |                     | Rovinatá etapa       | Urs Freuler (SUI)       |                     |
| 8     | 25. května    | Policoro - Agropoli             | 228 km (142 mi)     |                     | Horská etapa         | Urs Freuler (SUI)       |                     |
| 9     | 26. května    | Agropoli - Cava de' Tirreni     | 104 km (65 mi)      |                     | Horská etapa         | Dag Erik Pedersen (NOR) |                     |
|       | 27. května    | Den odpočinku                   | Den odpočinku       | Den odpočinku       | Den odpočinku        | Den odpočinku           | Den odpočinku       |
| 10    | 28. května    | Cava de' Tirreni - Isernia      | 209 km (130 mi)     |                     | Horská etapa         | Martial Gayant (FRA)    |                     |
| 11    | 29. května    | Isernia - Rieti                 | 243 km (151 mi)     |                     | Rovinatá etapa       | Urs Freuler (SUI)       |                     |
| 12    | 30. května    | Rieti - Città di Castello       | 175 km (109 mi)     |                     | Rovinatá etapa       | Paolo Rosola (ITA)      |                     |
| 13    | 31. května    | Città di Castello - Lerici      | 269 km (167 mi)     |                     | Horská etapa         | Roberto Visentini (ITA) |                     |
| 14    | 1. června     | Lerici - Alessandria            | 204 km (127 mi)     |                     | Horská etapa         | Sergio Santimaria (ITA) |                     |
| 15    | 2. června     | Certosa di Pavia - Milan        | 38 km (24 mi)       |                     | Individuální časovka | Francesco Moser (ITA)   |                     |
|       | 3. června     | Den odpočinku                   | Den odpočinku       | Den odpočinku       | Den odpočinku        | Den odpočinku           | Den odpočinku       |
| 16    | 4. června     | Alessandria - Bardonecchia      | 198 km (123 mi)     |                     | Horská etapa         | Dag Erik Pedersen (NOR) |                     |
| 17    | 5. června     | Bardonecchia - Lecco            | 249 km (155 mi)     |                     | Rovinatá etapa       | Jürg Bruggmann (SUI)    |                     |
| 18    | 6. června     | Lecco - Merano                  | 252 km (157 mi)     |                     | Horská etapa         | Bruno Leali (ITA)       |                     |
| 19    | 7. června     | Merano - Selva di Val Gardena   | 74 km (46 mi)       |                     | Horská etapa         | Marino Lejarreta (ESP)  |                     |
| 20    | 8. června     | Selva di Val Gardena - Arabba   | 169 km (105 mi)     |                     | Horská etapa         | Laurent Fignon (FRA)    |                     |
| 21    | 9. června     | Arabba - Treviso                | 208 km (129 mi)     |                     | Rovinatá etapa       | Guido Bontempi (ITA)    |                     |
| 22    | 10. června    | Soave - Verona                  | 42 km (26 mi)       |                     | Individuální časovka | Francesco Moser (ITA)   |                     |
|       | Celková délka | Celková délka                   | 3 808 km (2 366 mi) | 3 808 km (2 366 mi) | 3 808 km (2 366 mi)  | 3 808 km (2 366 mi)     | 3 808 km (2 366 mi) |

## Průběžné pořadí

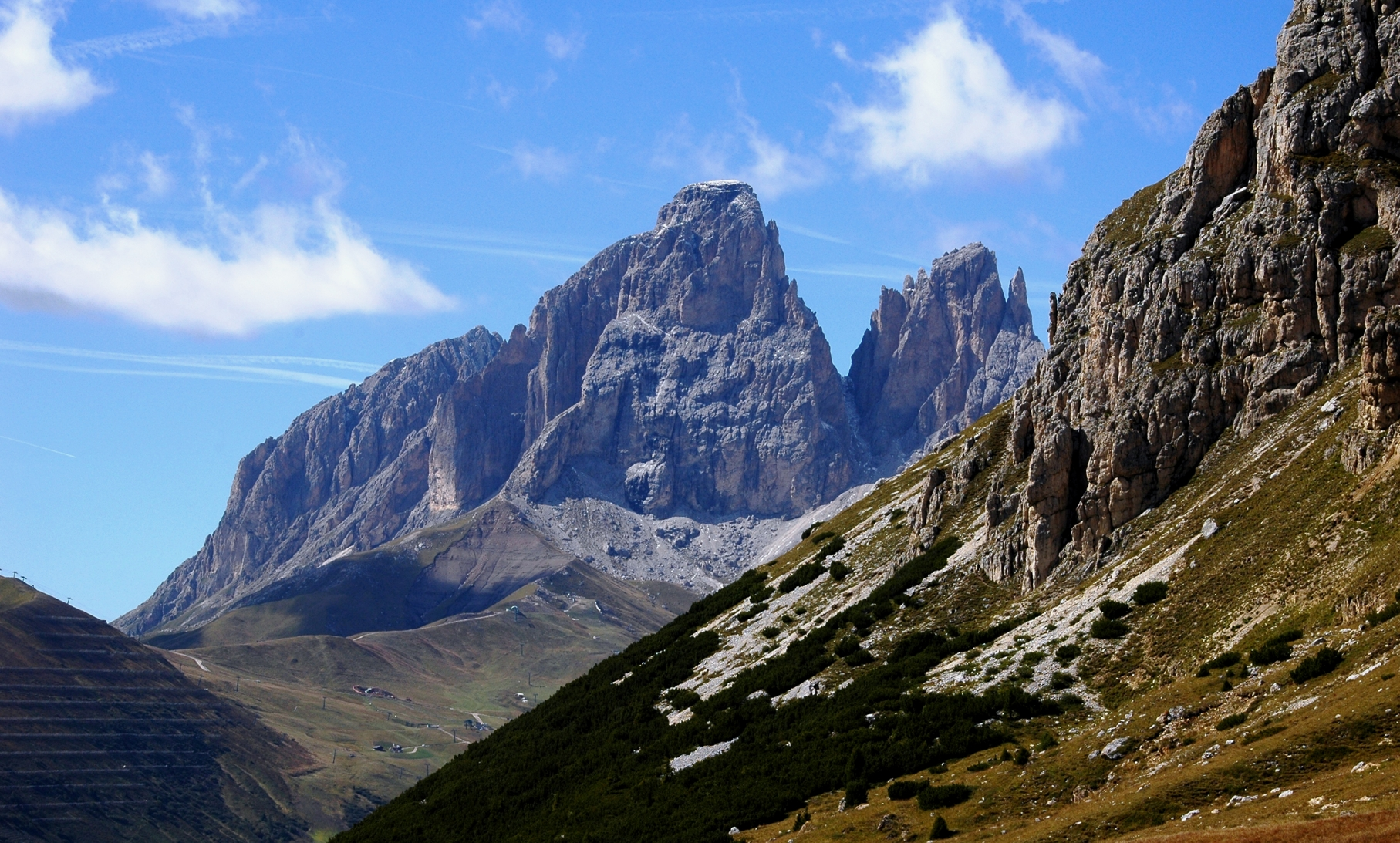
Průsmyk Pordoi byl Cima Coppi Gira d'Italia 1984.

Během Gira d'Italia 1984 byly nošeny 4 různé dresy. Lídr celkového pořadí, kalkulovaného sčítáním časů dojezdů jednotlivých jezdců do cíle a přidáváním bonusů pro první 3 jezdce v cíli etapy s hromadným startem, nosil růžový dres. Tato soutěž je nejdůležitější, a její vítěz je obecně považován za celkového vítěze závodu. Časové bonusy 20, 10 a 5 sekund byly udělovány prvním 3 jezdcům v cíli etapy.
Body do bodovací soutěže, jejíž lídr nosil fialový dres, bylo možné získal za dokončení etapy mezi prvními 15 cyklisty. Další body bylo možné získat na sprinterských prémiích. Zelený dres byl udělován lídrovi vrchařské soutěže. V této klasifikaci byly body udíleny za dosažení vrcholu před ostatními závodníky. Každé hodnocené stoupání bylo klasifikováno jako první, druhé nebo třetí kategorie. Na prémiích vyšší kategorie bylo možné získat více bodů. Na Cimě Coppi, nejvyšším bodu trasy, bylo možné získat více bodů než na normálních prémiích první kategorie. Cima Coppi  tohoto ročníku měl být původně průsmyk Stelvio, ale nakonec to bylo změněno na průsmyk Pordoi. První jezdec, jenž se na tento průsmyk dostal, byl Francouz Laurent Fignon. Bílý dres nosil lídr soutěže mladých jezdců. Pořadí této soutěže bylo určováno stejným způsobem jako celkové pořadí, ale této klasifikace se mohli zúčastnit pouze neo-profesionálové (jezdci, kteří byli profesionály 3 a méně let). Existovala zde také soutěž týmů. V této soutěži se po každé etapě přičetly časy 3 nejlepších jezdců. Vedoucí tým této soutěže byl ten s nejnižším celkovým časem.
| Etapa | Vítěz             | Celkové pořadí · | Bodovací soutěž ·   | Vrchařská soutěž · | Soutěž mladých jezdců · | Soutěž týmů      |
| ----- | ----------------- | ---------------- | ------------------- | ------------------ | ----------------------- | ---------------- |
| P     | Francesco Moser   | Francesco Moser  | neuděleno           | neuděleno          | neuděleno               | neuděleno        |
| 1     | Renault-Elf       | Laurent Fignon   | neuděleno           | neuděleno          | neuděleno               | Renault-Elf      |
| 2     | Urs Freuler       | Laurent Fignon   | Urs Freuler         | ?                  | ?                       | Renault-Elf      |
| 3     | Moreno Argentin   | Laurent Fignon   | Moreno Argentin     | Franco Chioccioli  | ?                       | Renault-Elf      |
| 4     | Stefan Mutter     | Laurent Fignon   | Urs Freuler         | ?                  | ?                       | Renault-Elf      |
| 5     | Moreno Argentin   | Francesco Moser  | Moreno Argentin     | ?                  | ?                       | Carrera–Inoxpran |
| 6     | Francesco Moser   | Francesco Moser  | Moreno Argentin     | ?                  | ?                       | Carrera–Inoxpran |
| 7     | Urs Freuler       | Francesco Moser  | Urs Freuler         | ?                  | ?                       | Carrera–Inoxpran |
| 8     | Urs Freuler       | Francesco Moser  | Urs Freuler         | Moreno Argentin    | ?                       | Carrera–Inoxpran |
| 9     | Dag Erik Pedersen | Francesco Moser  | Urs Freuler         | Moreno Argentin    | ?                       | Carrera–Inoxpran |
| 10    | Martial Gayant    | Francesco Moser  | Urs Freuler         | ?                  | ?                       | Carrera–Inoxpran |
| 11    | Urs Freuler       | Francesco Moser  | Urs Freuler         | ?                  | ?                       | Carrera–Inoxpran |
| 12    | Paolo Rosola      | Francesco Moser  | Urs Freuler         | ?                  | ?                       | Carrera–Inoxpran |
| 13    | Roberto Visentini | Francesco Moser  | Urs Freuler         | ?                  | ?                       | Carrera–Inoxpran |
| 14    | Sergio Santimaria | Francesco Moser  | Urs Freuler         | ?                  | ?                       | Carrera–Inoxpran |
| 15    | Francesco Moser   | Francesco Moser  | Urs Freuler         | ?                  | ?                       | Carrera–Inoxpran |
| 16    | Dag Erik Pedersen | Francesco Moser  | Urs Freuler         | ?                  | ?                       | Carrera–Inoxpran |
| 17    | Jürg Bruggmann    | Francesco Moser  | Urs Freuler         | ?                  | ?                       | Carrera–Inoxpran |
| 18    | Bruno Leali       | Francesco Moser  | Urs Freuler         | Flavio Zappi       | ?                       | Carrera–Inoxpran |
| 19    | Marino Lejarreta  | Francesco Moser  | Urs Freuler         | ?                  | ?                       | Carrera–Inoxpran |
| 20    | Laurent Fignon    | Laurent Fignon   | Urs Freuler         | Laurent Fignon     | ?                       | Renault-Elf      |
| 21    | Guido Bontempi    | Laurent Fignon   | Johan van der Velde | Laurent Fignon     | ?                       | Renault-Elf      |
| 22    | Francesco Moser   | Francesco Moser  | Urs Freuler         | Laurent Fignon     | ?                       | Renault-Elf      |
| Final | Final             | Francesco Moser  | Urs Freuler         | Laurent Fignon     | Charly Mottet           | Renault-Elf      |

## Konečné pořadí
| Legenda | Legenda                           | Legenda | Legenda                                 |
| ------- | --------------------------------- | ------- | --------------------------------------- |
|         | Označuje vítěze celkového pořadí. |         | Označuje vítěze bodovací soutěže.       |
|         | Označuje vítěze bodovací soutěže. |         | Označuje vítěze soutěže mladých jezdců. |

### Celkové pořadí
| Pořadí | Jezdec                         | Tým               | Čas         |
| ------ | ------------------------------ | ----------------- | ----------- |
| 1      | Francesco Moser (ITA)          | Gis Gelati-Tuc Lu | 98h 32' 20" |
| 2      | Laurent Fignon (FRA)           | Renault-Elf       | + 1' 03"    |
| 3      | Moreno Argentin (ITA)          | Sammontana        | + 4' 26"    |
| 4      | Marino Lejarreta (ESP)         | Alfa Lum-Olmo     | + 4' 33"    |
| 5      | Johan van der Velde (NED)      | Metauro Mobili    | + 6' 56"    |
| 6      | Gianbattista Baronchelli (ITA) | Murella-Rossin    | + 7' 48"    |
| 7      | Lucien Van Impe (BEL)          | Metauro Mobili    | + 10' 19"   |
| 8      | Beat Breu (SUI)                | Cilo-Aufina       | + 11' 39"   |
| 9      | Mario Beccia (ITA)             | Malvor-Bottecchia | + 11' 41"   |
| 10     | Dag Erik Pedersen (NOR)        | Murella-Rossin    | + 13' 35"   |

### Bodovací soutěž
| Pořadí | Jezdec                    | Tým               | Body |
| ------ | ------------------------- | ----------------- | ---- |
| 1      | Urs Freuler (SUI)         | Carrera–Inoxpran  | 178  |
| 2      | Johan van der Velde (NED) | Metauro Mobili    | 172  |
| 3      | Francesco Moser (ITA)     | Gis Gelati-Tuc Lu | 166  |
| 4      | Dag Erik Pedersen (NOR)   | Murella-Rossin    | 160  |
| 5      | Laurent Fignon (FRA)      | Renault-Elf       | 150  |

### Vrchařská soutěž
| Pořadí | Jezdec                      | Tým              | Body |
| ------ | --------------------------- | ---------------- | ---- |
| 1      | Laurent Fignon (FRA)        | Renault-Elf      | 53   |
| 2      | Flavio Zappi (ITA)          | Metauro Mobili   | 40   |
| 3      | Moreno Argentin (ITA)       | Sammontana       | 30   |
| 4      | Johan van der Velde (NED)   | Metauro Mobili   | 29   |
| 5      | Jesús Rodríguez Magro (ESP) | Zor-Gemeaz Cusin | 28   |

### Soutěž mladých jezdců
| Pořadí | Jezdec                          | Tým                    | Čas         |
| ------ | ------------------------------- | ---------------------- | ----------- |
| 1      | Charly Mottet (FRA)             | Renault-Elf            | 99h 02' 11" |
| 2      | Jens Veggerby (DEN)             | Fanini-Wührer          | + 3' 59"    |
| 3      | Giocondo Dalla Rizza (ITA)      | Supermercati Brianzoli | + 10' 19"   |
| 4      | Elio Festa (ITA)                | Santini-Conti-Galli    | + 10' 52"   |
| 5      | Jesús Ignacio Ibáñez Loyo (ESP) | Zor-Gemeaz Cusin       | + 15' 47"   |

### Časovkářská soutěž
| Pořadí | Jezdec                | Tým               | Čas        |
| ------ | --------------------- | ----------------- | ---------- |
| 1      | Francesco Moser (ITA) | Gis Gelati-Tuc Lu | 1h 43' 10" |
| 2      | Urs Freuler (SUI)     | Carrera–Inoxpran  | + 4' 26"   |
| 3      | Laurent Fignon (FRA)  | Renault-Elf       | + 4' 27"   |
| 4      | Daniel Gisiger (SUI)  | Atala             | + 5' 10"   |
| 5      | Moreno Argentin (ITA) | Sammontana        | + 5' 47"   |

### Soutěž Trofeo Fiat Uno
| Pořadí | Jezdec                    | Tým              | Body |
| ------ | ------------------------- | ---------------- | ---- |
| 1      | Dante Morandi (ITA)       | Atala            | 18   |
| 2      | Johan van der Velde (NED) | Metauro Mobili   | 12   |
| 3      | Laurent Fignon (FRA)      | Renault-Elf      | 10   |
| 4      | Marino Lejarreta (ESP)    | Alfa Lum-Olmo    | 9    |
| 5      | Mario Noris (ITA)         | Atala            | 8    |
| 5      | Bruno Leali (ITA)         | Carrera–Inoxpran | 8    |

### Soutěž Premio dell'Agonismo
| Pořadí | Jezdec                       | Tým              | Body |
| ------ | ---------------------------- | ---------------- | ---- |
| 1      | Daniel Gisiger (SUI)         | Atala            | 24   |
| 2      | Giovanni Renosto (ITA)       | Murella-Rosin    | 15   |
| 3      | Steen-Michael Petersen (DEN) | Fanini-Wührer    | 11   |
| 4      | Alf Segersall (SWE)          | Atala            | 8    |
| 4      | Juan Fernández (ESP)         | Zor-Gemeaz Cusin | 8    |

### Soutěž týmů
| Pořadí | Tým               | Čas          |
| ------ | ----------------- | ------------ |
| 1      | Renault-Elf       | 293h 48' 45" |
| 2      | Murella-Rossin    | + 2' 34"     |
| 3      | Carrera-Inoxpran  | + 27' 41"    |
| 4      | Del Tongo-Colnago | + 40' 30"    |
| 5      | Alfa Lum-Olmo     | + 40' 46"    |

### Bodovací soutěž týmů
| Pořadí | Tým              | Body |
| ------ | ---------------- | ---- |
| 1      | Metauro Mobili   | 351  |
| 2      | Atala-Campagnolo | 336  |
| 3      | Murella-Rossin   | 281  |

## Kontroverze
Po konci závodu byli organizátoři závodu několikrát obviněni z napomáhání Francescu Moserovi. Moser byl hned několikrát přistižen při jízdě za týmovým autem, které mu pomáhalo v jízdě do kopce, což však není povoleno v pravidlech závodu. Moser nebyl nikdy penalizován, vzhledem k tomu, že se vždy přiznal, ale několik dalších jezdců, kteří stejně podváděli, bylo potrestáno. Týmový manažer Renaultu Cyrille Guimard byl obzvláště rozčilen nedostatkem penalizací Mosera, protože jeho jezdec, Fignon, dostal dvacetisekundovou penalizaci za obdržení jídla mimo stravovací zónu. Další kontroverzní situace se objevila, když se organizátoři rozhodli zrušit přejezd průsmyku Stelvio během 18. etapy. during the eighteenth stage. Na Stelviu napadl sníh a bylo zamýšleno ho uklidit v den etapy. Avšak den před etapou nebyl stále sníh odklizen. Existuje spekulace, že vládní úředník z Trentu – Moserova rodného města – nepovolil přejezd Stelvia. Etapa byla převedena na průsmyky Tonale a Palade. Změny v etapě vyústily v další hromadný dojezd favoritů na vítězství, tímpádem se nezměnily časové mezery mezi závodníky, což hrálo do karet Moserovi. Vítěz Gira z roku 1986 Roberto Visentini odstoupil ze závodu, protože měl pocit, že už bylo jasné, kdo vyhraje. V poslední etapě, individuální časovce, byly obviněný televizní helikoptéry z toho, že letěly příliš nízko za Moserem, čímž ho poháněly dále a zvyšovaly jeho rychlost. Fignon, jenž před etapou vedl závod, řekl médiím, že helikoptéry letěly před ním, aby ho zpomalily.